# Kōji Kondō (football)
Pour le compositeur et musicien, voir Kōji Kondō.
Pour les articles homonymes, voir Kondō.
Kōji Kondō (今藤 幸治, Kondō Kōji) est un footballeur japonais né le 28 avril 1972 à Kariya, dans la préfecture d'Aichi au Japon et mort le 17 avril 2003.